# Tropidodynerus fraternus
Tropidodynerus fraternus  (лат.) — вид одиночных ос рода Tropidodynerus из семейства Vespidae.

## Распространение
Южная и Юго-Восточная Азия: Индия, Мьянма, Таиланд.

## Описание
Чёрные осы с жёлтыми отметинами; ноги красно-коричневые. Длина самок 10 мм. Вид был впервые описан в 1897 году ирландским военным офицером и энтомологом Чарльзом Томасом Бингемом (1848—1908).